# Alfred Rahlfs
Alfred Rahlfs (29 mai 1865 - 8 avril 1935) est né à Linden dans le royaume de Hanovre. Il étudie la théologie protestante, la philosophie et les langues orientales  à l'Université Martin-Luther de Halle-Wittenberg à Halle puis à l'Université de Göttingen ou il est reçu docteur en Philosophie en 1881. Il fait partie de l'École de l'Histoire des Religions. Sa carrière se déroule à Göttingen qui le voit devenir privat-docent à partir de 1891 puis docteur émérite à partir de 1914. En 1919 il devient Professeur d'Ancien Testament. Il prend sa retraite en 1933. Il meurt à Göttingen. 

## Travaux
Influencé par son professeur Paul de Lagarde, l'intérêt académique de Rahlfs se porte sur la Septante, la traduction grecque de la Bible hébraïque. Avec Rudolf Smend et d'autres, Rahlfs a été responsable de la création en 1907 d'un Cercle de Göttingen pour l'étude de la Septante (Septuaginta-Unternehmen) qu'il dirige de 1908 à 1933. Un but important de Rahlfs aussi bien que de ce Cercle a été de reconstruire les énoncés originaux issus de la Septante. À part une édition préliminaire de la Septante, les difficultés économiques que connait l'Allemagne, alors dans une période de grande inflation, sont sans doute responsable du fait qu'un seul volume critique (Psalmi cum Odis) et deux maigres volumes du livre de Ruth et de la Genèse n'aient été publiés.

### Ouvrages
En tant qu'auteur principal
- Septuaginta-Studien, 3 vols., Göttingen: Vandenhoeck & Ruprecht, 1904-11.
- Verzeichniz der griechischen Handschriften des Alten Testaments, für das Septuaginta-Unternehmen, Göttingen 1914.

En tant qu'éditeur
- Das Buch Rut griechisch als Probe einer kritischen Handausgabe der LXX, Stuttgart: Privileg. Württ. Bibelanstalt, 1922.
- Genesis, Septuaginta: Vetus Testamentum graecum I, Stuttgart: Privilegierte Württembergische Bibelanstalt, 1926.
- Psalmi cum Odis, Septuaginta: Vetus Testamentum graecum X.1, Göttingen : Vandenhoeck & Ruprecht, 1931.
- Septuaginta: id est Vetus Testamentum graece iuxta LXX interpretes, 2 vols., Stuttgart: Privileg. Württenbergische Bibelanstalt, 1935.